# Азаматово (Удмуртия)
Азаматово (удм. Азамат) — деревня в Алнашском районе Удмуртии, центр Азаматовского сельского поселения. Находится в 9 км к востоку от села Алнаши и в 82 км к юго-западу от Ижевска.
Население на 1 января 2008 года — 397 человек.

## История
По итогам десятой ревизии 1859 года в 41 дворе казённой деревни Усо-Шудьи-Азаматово (Азаматово) Елабужского уезда Вятской губернии проживало 123 жителя мужского пола и 153 женского. На 1914 год жители деревни числились прихожанами Свято-Троицкой церкви села Алнаши.
В 1921 году, в связи с образованием Вотской автономной области, деревня передана в состав Можгинского уезда. В 1924 году при укрупнении сельсоветов в состав Азаматовского сельсовета Алнашской волости включено 7 населённых пунктов. В 1929 году упраздняется уездно-волостное административное деление, Алнашская волость упразднена и деревня причислена к Алнашскому району, в том же году в СССР начинается сплошная коллективизация.
- Агафонцев Кирилл Кузьмич (1876 г.р.) — кулак.
- Агафонцева Мария Кирилловна (1913 г.р.) — член семьи кулака.
- Агафонцев Николай Кириллович(1932 г.р.) — член семьи кулака.
- Агафонцева Тамара Кирилловна (1936 г.р.) — член семьи кулака.
- Ефимов Петр Яковлевич (1876 г.р.) — кулак.
- Ефимов Петр Яковлевич (1875 г.р.) — арестован 12 февраля 1930 года. Приговор: 3 года.
- Ефимова Марина Петровна (1909 г.р.) — член семьи кулака.
- Ефимова Гликерия Ивановна (1873 г.р.) — член семьи кулака.
- Замятин Николай Петрович (1873 г.р.) — кулак.
- Замятин Николай Петрович (1877 г.р.) — арестован 13 февраля 1930 года. Приговор: 5 лет. Повторно арестован 6 октября 1937 года, приговор: 10 лет.
- Замятин Павел Николаевич (1903 г.р.) — член семьи кулака.
- Замятин Павел Николаевич (1904 г.р.) — арестован 12 февраля 1930 года. Приговор: 3 года.
- Замятин Александр Николаевич (1906 г.р.) — член семьи кулака.
- Замятин Александр Николаевич (1908 г.р.) — арестован 29 октября 1937 года. Приговор: 10 лет.
- Замятина Прасковья Петровна (1873 г.р.) — член семьи кулака.
- Замятина Евдокия (1904 г.р.) — член семьи кулака.
- Замятина Мария Николаевна (1909 г.р.) — член семьи кулака.
- Замятина Ольга Николаевна (1911 г.р.) — член семьи кулака.
- Замятина Пелагея Николаевна (1926 г.р.) — член семьи кулака.
- Козлова Агрофена Дмитриевна (1890 г.р.) — член семьи кулака.
- Кудрявцев Петр Кондратьевич (1881 г.р.) — арестован 28 декабря 1937 года. Приговор: 8 лет.
- Петрова Мария Петровна (1907 г.р.) — член семьи кулака.
- Семаков Макар Федорович (1879 г.р.) — арестован 12 февраля 1930 года. Приговор: ВМН, расстрелян 17 апреля 1930 года.
- Семаков Захар Федорович (1875 г.р.) — арестован 13 февраля 1930 года. Приговор: 5 лет.
- Семаков Кирилл Петрович (1901 г.р.) — арестован 12 февраля 1930 года, Приговор: 5 лет. После освобождения проживал в Голюшурме. Повторно арестован 19 ноября 1937 года. Приговор: 10 лет.

8 февраля 1931 года в деревне организована сельскохозяйственная артель (колхоз) «Горд Азамат» (Красный Азамат). Согласно уставу: «…В члены артели могли вступить все трудящиеся, достигшие 16-летнего возраста (за исключением кулаков и граждан, лишенных избирательных прав)…». В 1932 году в колхозе состояло 35 хозяйств с общим количеством населения 184 человека, в том числе трудоспособных 112 человек. В 1931 году у колхоза находилось 415,4 гектаров земли, имелись 2 мельницы. В 1934 году колхоз имел молочно-товарную ферму, с 1935 года обслуживался Алнашской МТС. В 1950 году проводится укрупнение сельхозартелей, образован колхоз "Решительный", в состав которого отошла деревня.
16 ноября 2004 года Азаматовский сельсовет был преобразован в муниципальное образование «Азаматовское» и наделён статусом сельского поселения.

## Социальная инфраструктура
- Азаматовская средняя школа — 76 учеников в 2008 году[10]
- Азаматовский детский сад